# Vesly (Eure)

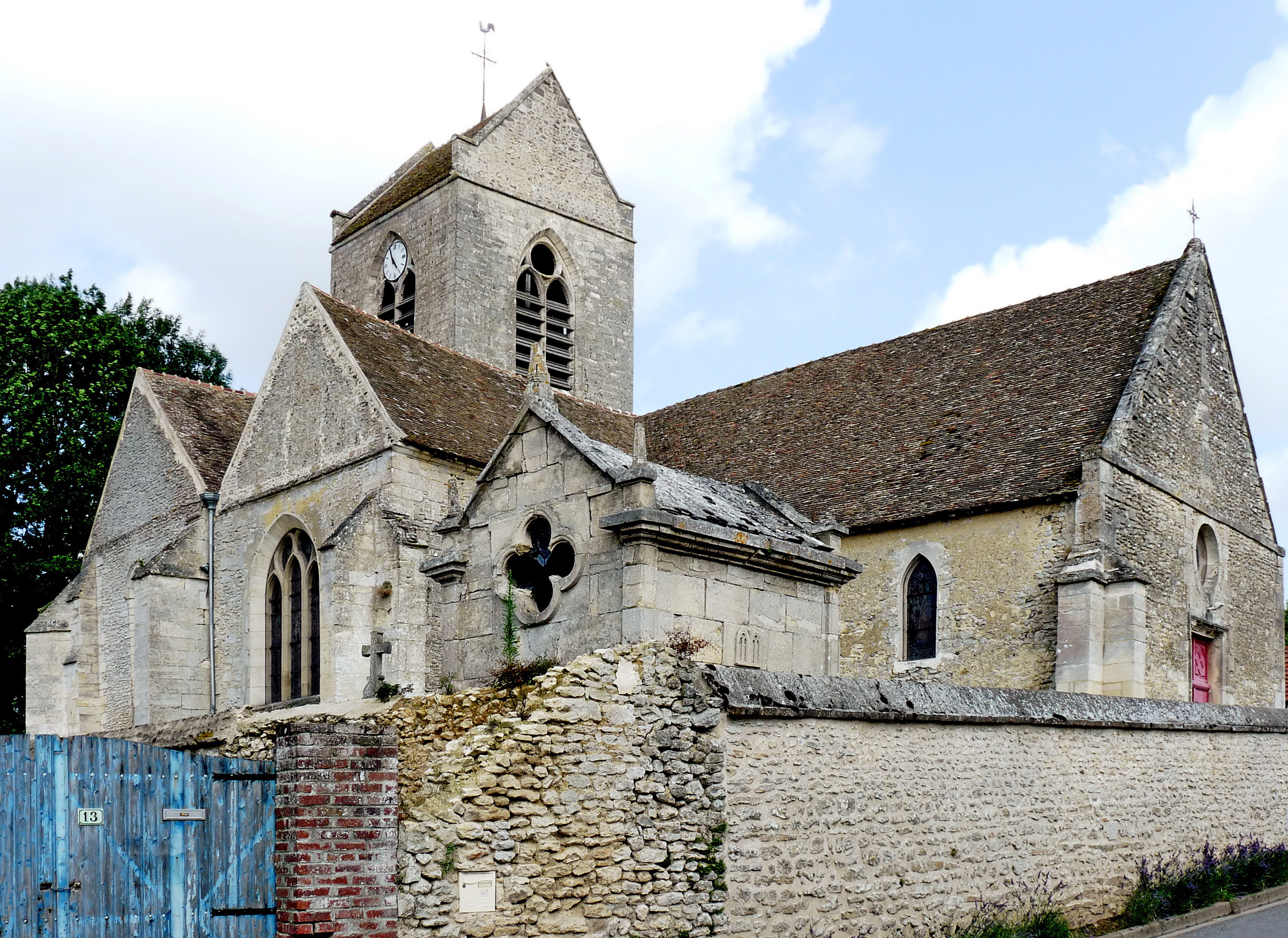
Kerk

Vesly is een gemeente in het Franse departement Eure (regio Normandië) en telt 641 inwoners (2005). De plaats maakt deel uit van het arrondissement Les Andelys.

## Geografie
De oppervlakte van Vesly bedraagt 12,0 km², de bevolkingsdichtheid is 53,4 inwoners per km².
De onderstaande kaart toont de ligging van Vesly (Eure) met de belangrijkste infrastructuur en aangrenzende gemeenten.

## Demografie
Onderstaande figuur toont het verloop van het inwonertal (bron: INSEE-tellingen).